# Central Synagogue (Manhattan)
Ústřední synagoga nebo Centrální synagoga v New Yorku (anglicky Central Synagogue, v jidiš צענטראַל-סינאַגאָגע‎ - Central-Synagoga, respektive Kongregace Achvat Chesed ša'ar ha-šomajim) je reformní synagoga na Lexington Avenue č. 652 na Manhattanu v New Yorku.
Synagoga na nároží ulic Lexington Avenue a East 55th Street v Midtownu byla postavena v maurském slohu v letech 1870–1872 a patří mezi nejstarší existující synagogy ve Spojených státech. Je nepřetržitě užívána nejdéle ze všech synagog ve státě New York, s výjimkou sdružení Brit Sholom v Troy.  
V roce 1966 byl objekt zařazen na seznam památkou Newyorského památkového úřadu, v roce 1970 byla zapsána do amerického Národního seznamu historických míst a v roce 1975 označena za národní kulturní památku USA.  

## Historie
Sbor Achvat Chesed byl založen v roce 1846 na Ludlowově ulici na Manhattanu německy mluvícími Židy z Čech. V roce 1898 se sloučila s kongregací Ša'ar ha-šomajim, kterou založili němečtí Židé v roce 1839 na ulici Albany. Spojené sbory posléze zakoupily pozemek na Lexington Avenue a zadaly návrh na výstavbu nové synagogy nejvýznamnějšímu židovskému architektovi v tehdejších USA Henrymu Fernbachovi. Ten vypracoval architektonický návrh synagogy v maurském slohu podle vzoru Velké synagogy v Budapešti. 
Výrazný styl budovy byl během stavby předmětem mnoha debat. Někteří lidé se obávali, že přílišná okázalost by mohla vzbuzovat závist a narušovat asimilaci. 
Stavba byla dokončena v roce 1872.  V roce 1886 budovu zachvátil požáru, poté ji obnovil Ely Jacques Kahn.
Další požár objekt postihl v srpnu 1998, těsně před dokončením rozsáhlé rekonstrukce. Oheň zničil střechu a část krovu. Díky citlivému zásahu hasičů se podařilo zachránit všechna okna, kromě středové rozety, dominující východnímu průčelí do Lexington Avenue. Ve foyer je umístěna mramorová paměstní deska 8. praporu newyorského hasičského sboru. Budova byla obnovena pod dohledem Hugha Hardyho v původní podobě včetně některých detailů, které Ely Jacques Kahn odstranil při obnově v roce 1886. Práce byly dokončeny 9. září 2001.
V březnu 2019 byla požárem v sousední restauraci poškozena mešita na středním Manhattanu. Rabín Ústřední synagogy vyzval muslimské shromáždění mešity, aby v synagoze konalo své bohoslužby, dokud nebude mešita opravena. 

## Liturgie
Ústřední synagoga, citlivá na vyvíjející se zájmy a potřeby komunity reformního judaismu, zkoumá tradiční i alternativní způsoby modlitby. Kromě každodenního ranního minjanu, šabatu, prázdninových služeb a oslav událostí životního cyklu, nabízí synagoga dětem „tot šabat“ a další komunitní služby za uzdravení apod.

## Galerie

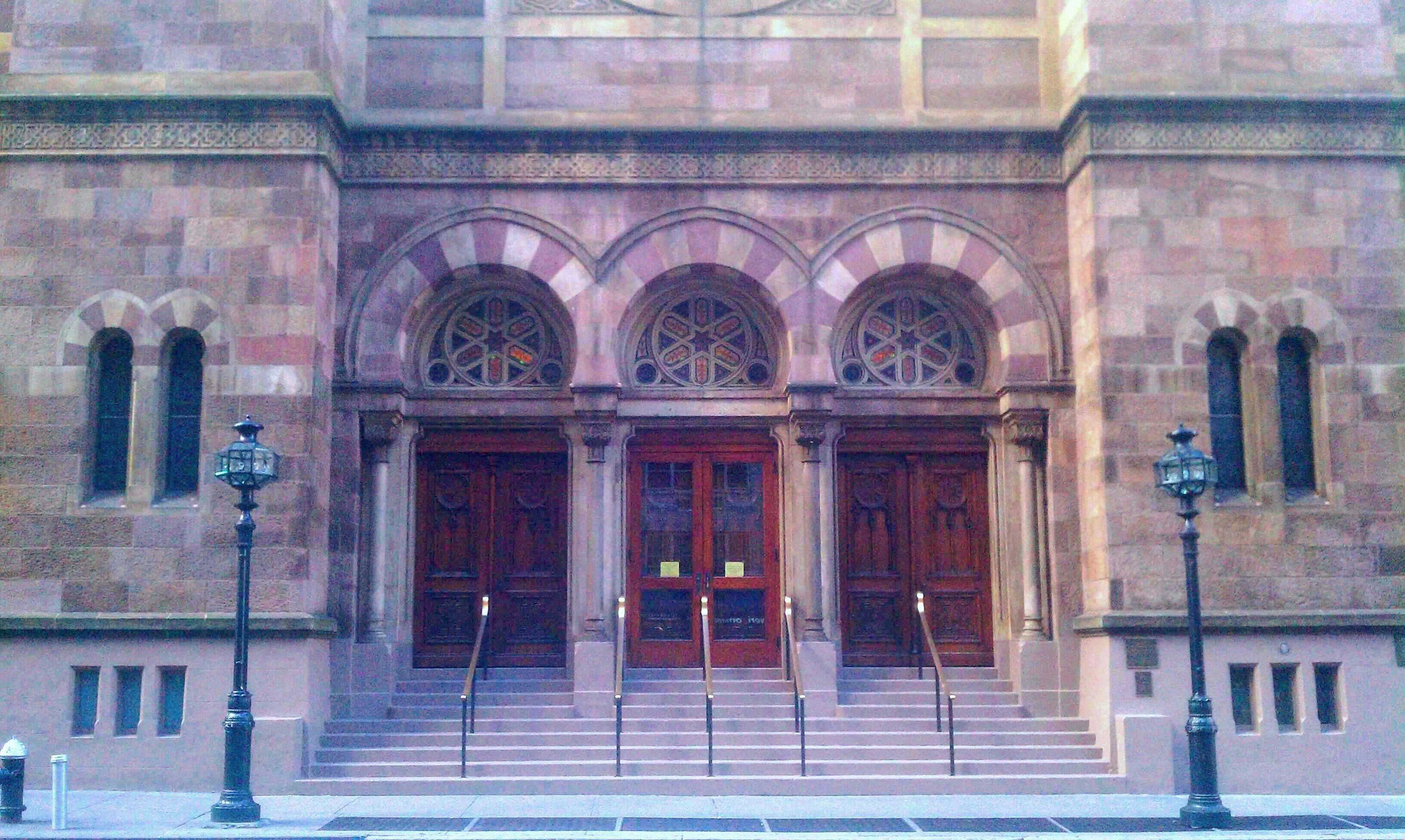
Vstup do synagógy (2012)
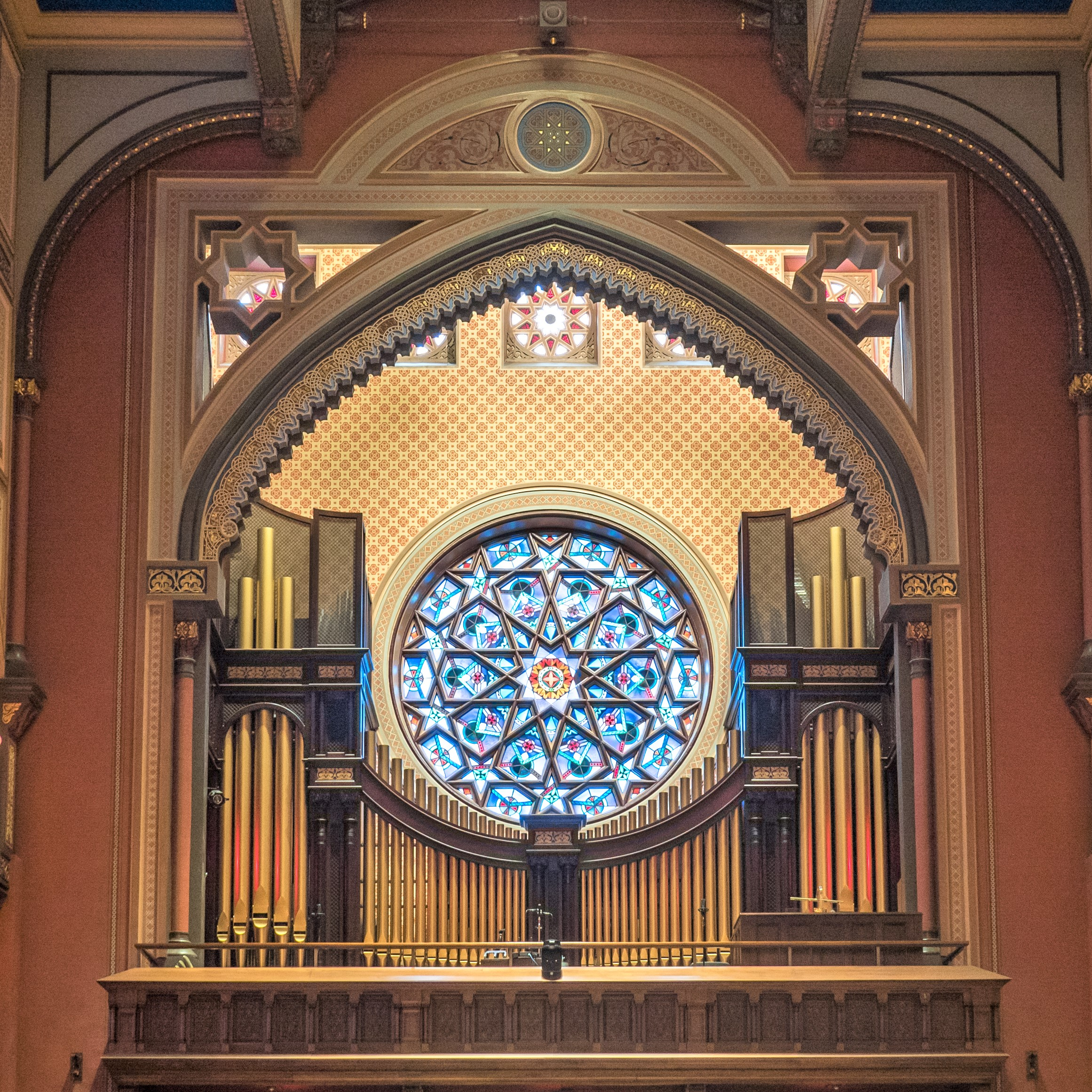
Přední vitráže a varhany (2019)
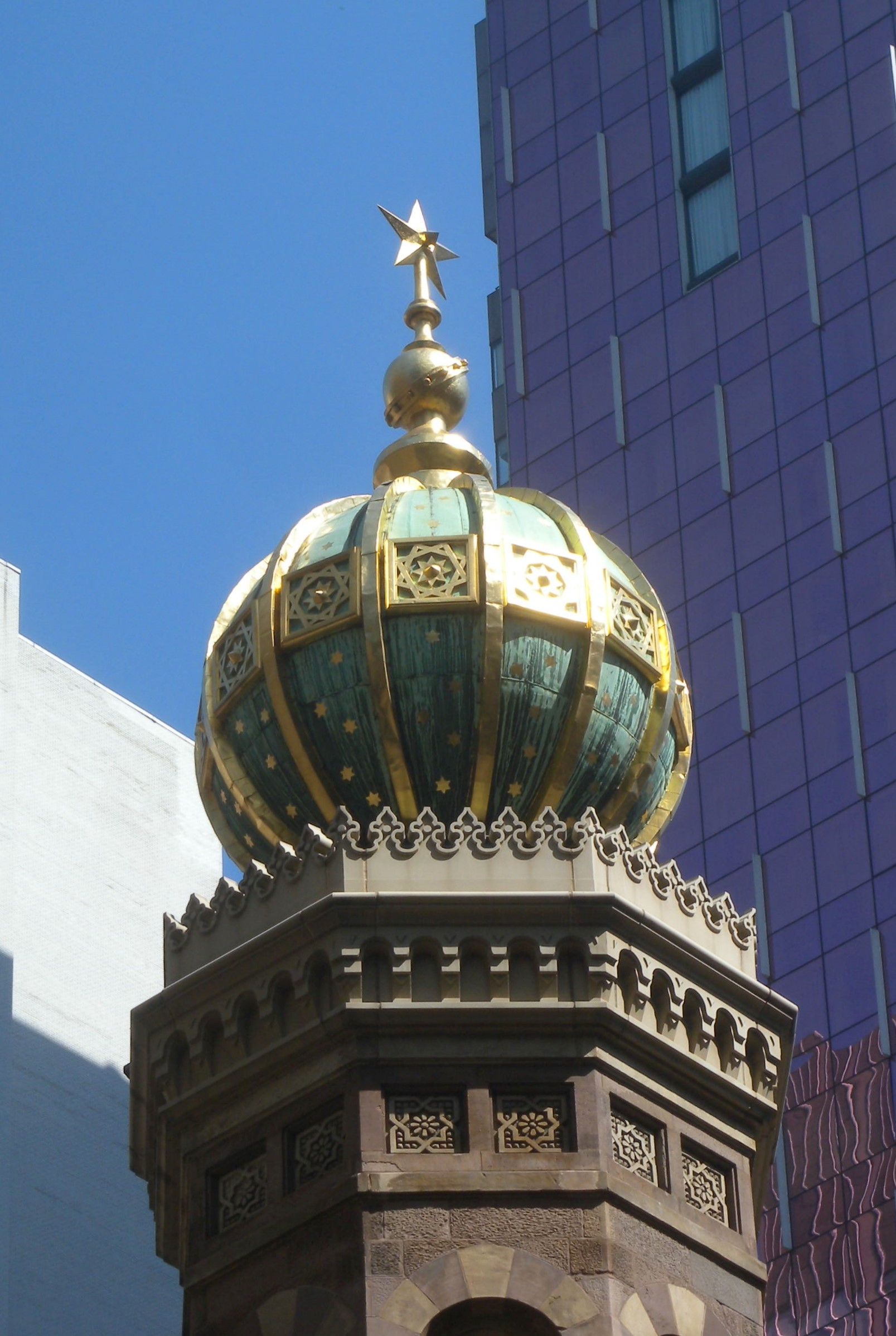
Maurský obrození, jižní věž Ústřední synagogy (2011)
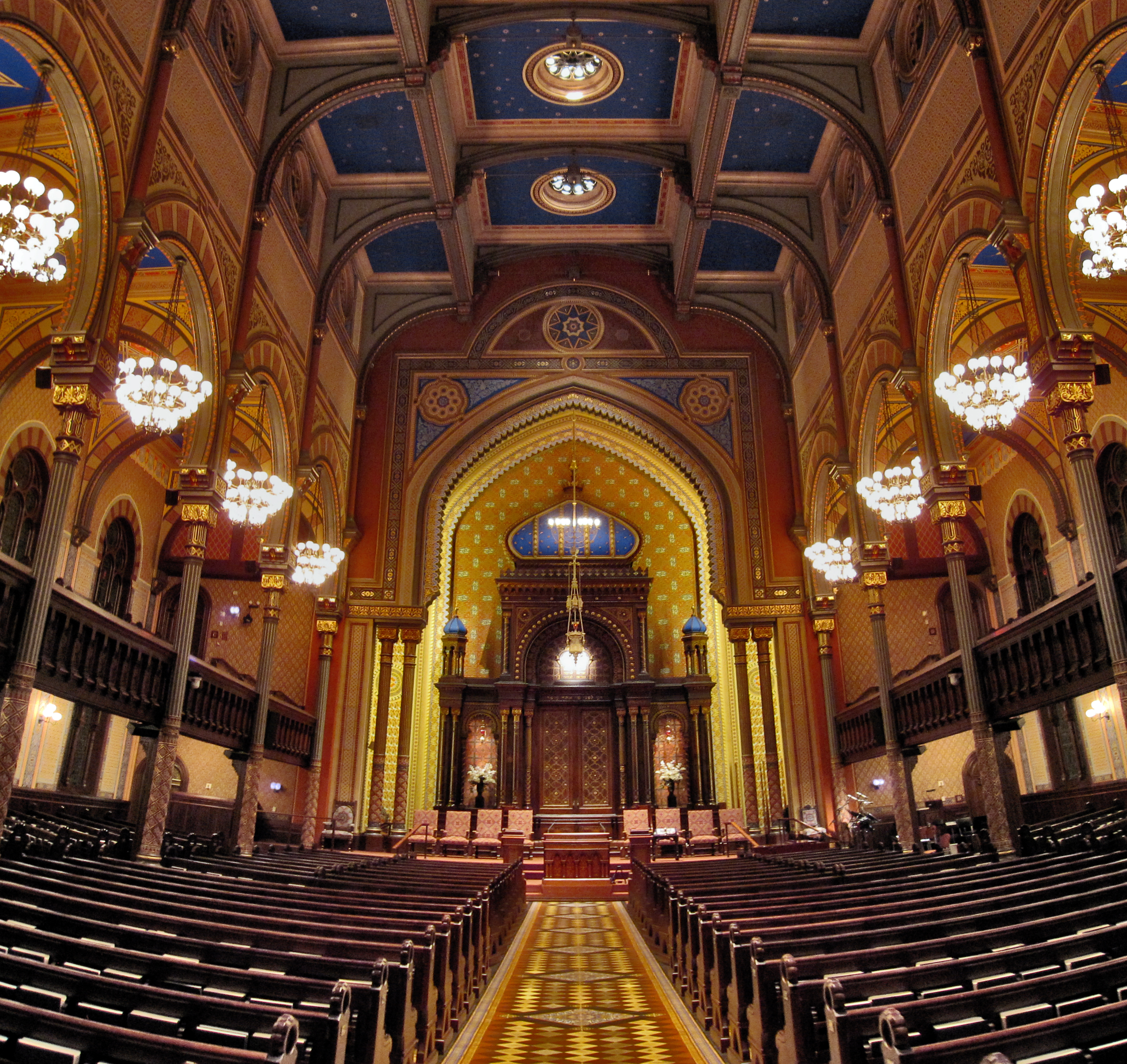
Interiér (2010)
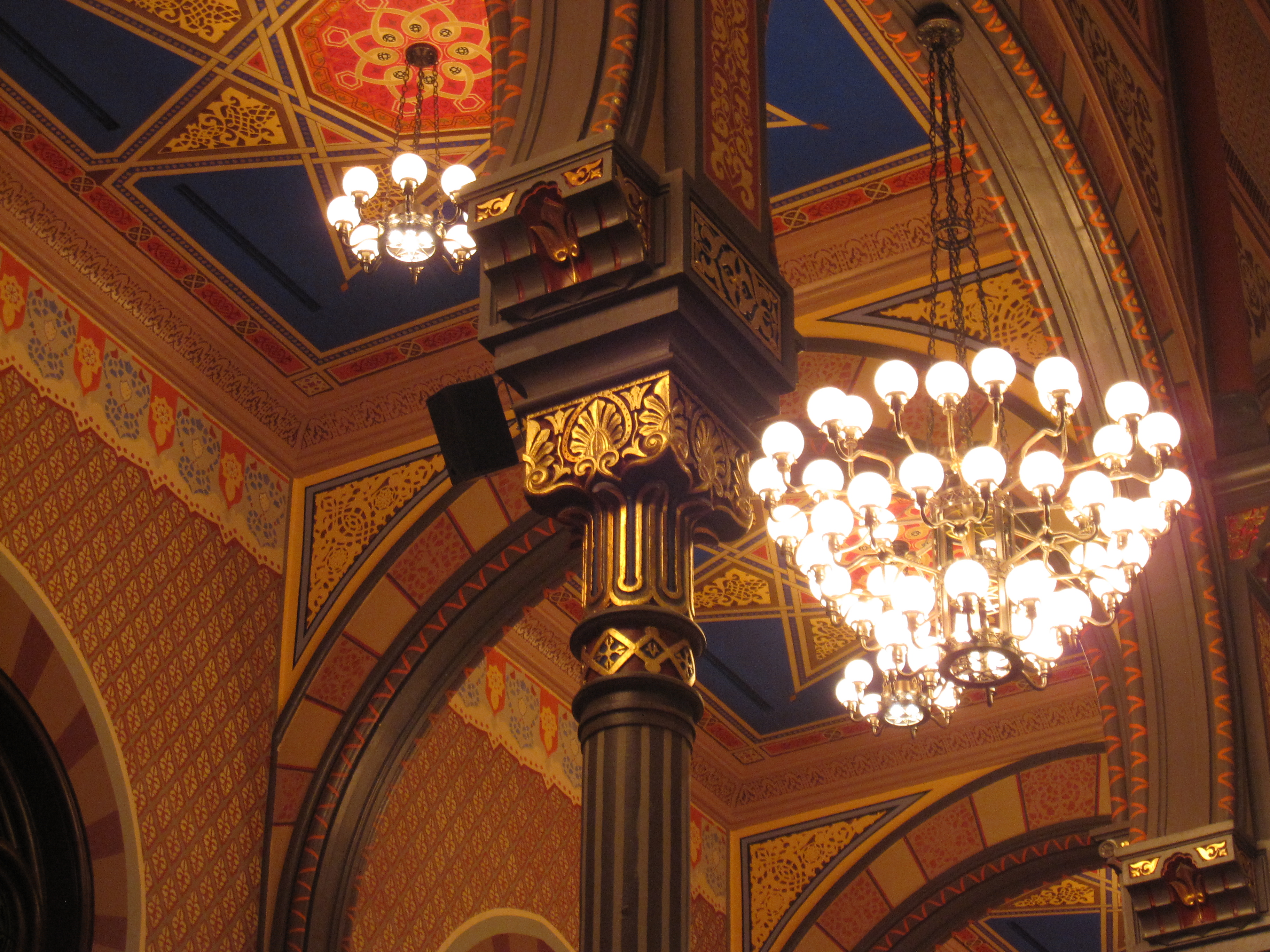
Detail interiéru (2010)